# Denkmal Friedrich Wilhelm II.

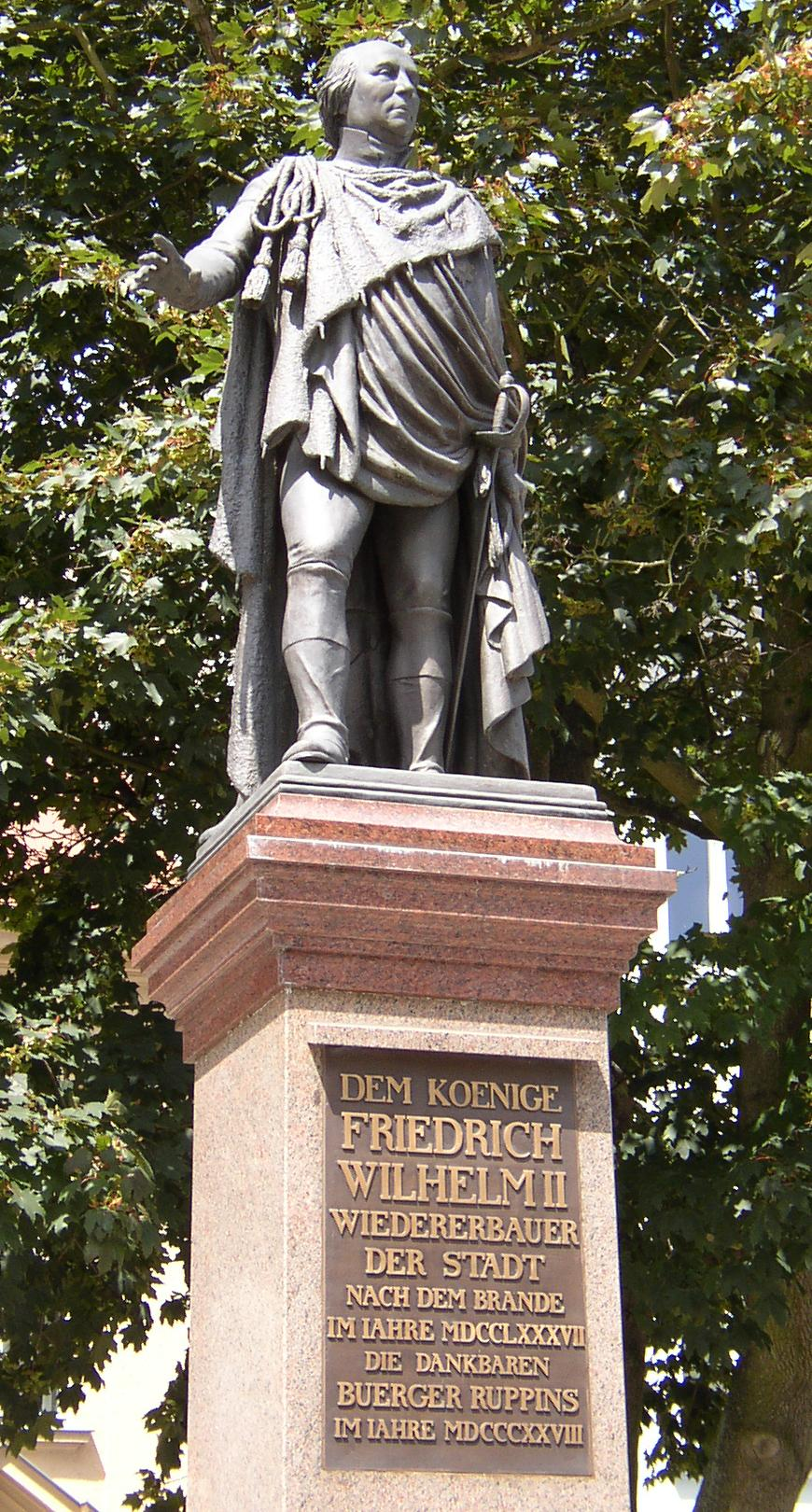
Friedrich Wilhelm II. gab die Anordnung zum Wiederaufbau der Stadt und finanzierte ihn durch staatliche Mittel entscheidend.

Das Denkmal Friedrich Wilhelm II. wurde von den Bürgern der Stadt Neuruppin dem ehemaligen König von Preußen gewidmet für sein Wirken am Wiederaufbau der Stadt nach dem Großen Brand im Jahr 1787. Es steht in der Neuruppiner Innenstadt prominent auf dem Schulplatz gegenüber dem Alten Gymnasium. Das ursprüngliche Denkmal von Karl Friedrich Schinkel und Christian Friedrich Tieck war am 26. August 1829 eingeweiht worden. Die heutige Plastik von Friedrich II. ist eine Nachbildung des Originals.
Die Konzeption des Denkmals stammte von Karl Friedrich Schinkel, der 1825 vom Magistrat der Stadt um einen Entwurf gebeten worden war. Schinkel war zu dieser Zeit Geheimer Oberbaurat. Übernommen wurde vom Schinkel’schen Entwurf das schmiedeeiserne Umfassungsgitter sowie die rote Granitstele. Die aus Bronze bestehende Königsfigur gestaltete Christian Friedrich Tieck. Als Ort wurde das Zentrum der Stadt, der Schulplatz gewählt. Später folgte für eine Zeit lang die Umstellung des Denkmals mit Bäumen.
Infolge einer Entscheidung der Stadtverordnetenversammlung 1947 wurde die Königsfigur entfernt, drei Jahre später zum Einschmelzen freigegeben, anscheinend verschrottet und erst nach der Wiedervereinigung auf Betreiben von Neuruppiner Bürgern wiedererrichtet. Lediglich der Sockel mit Tafel blieb noch bis 1959 am Ort stehen. Nachdem auch der Sockel abgebaut worden war, wurde er nachfolgend jedoch nicht zerstört, sondern für die Leninstatue im Stadion der Freundschaft verwendet. Zusammen erhielt das Ensemble 1998 mitsamt einer Nachbildung (finanziert wurde Rekonstruktion und Guss der Plastik durch die Sparkasse Ostprignitz-Ruppin) der Statue des Königs wieder seinen alten Ort auf dem Schulplatz zurück.

## Galerie

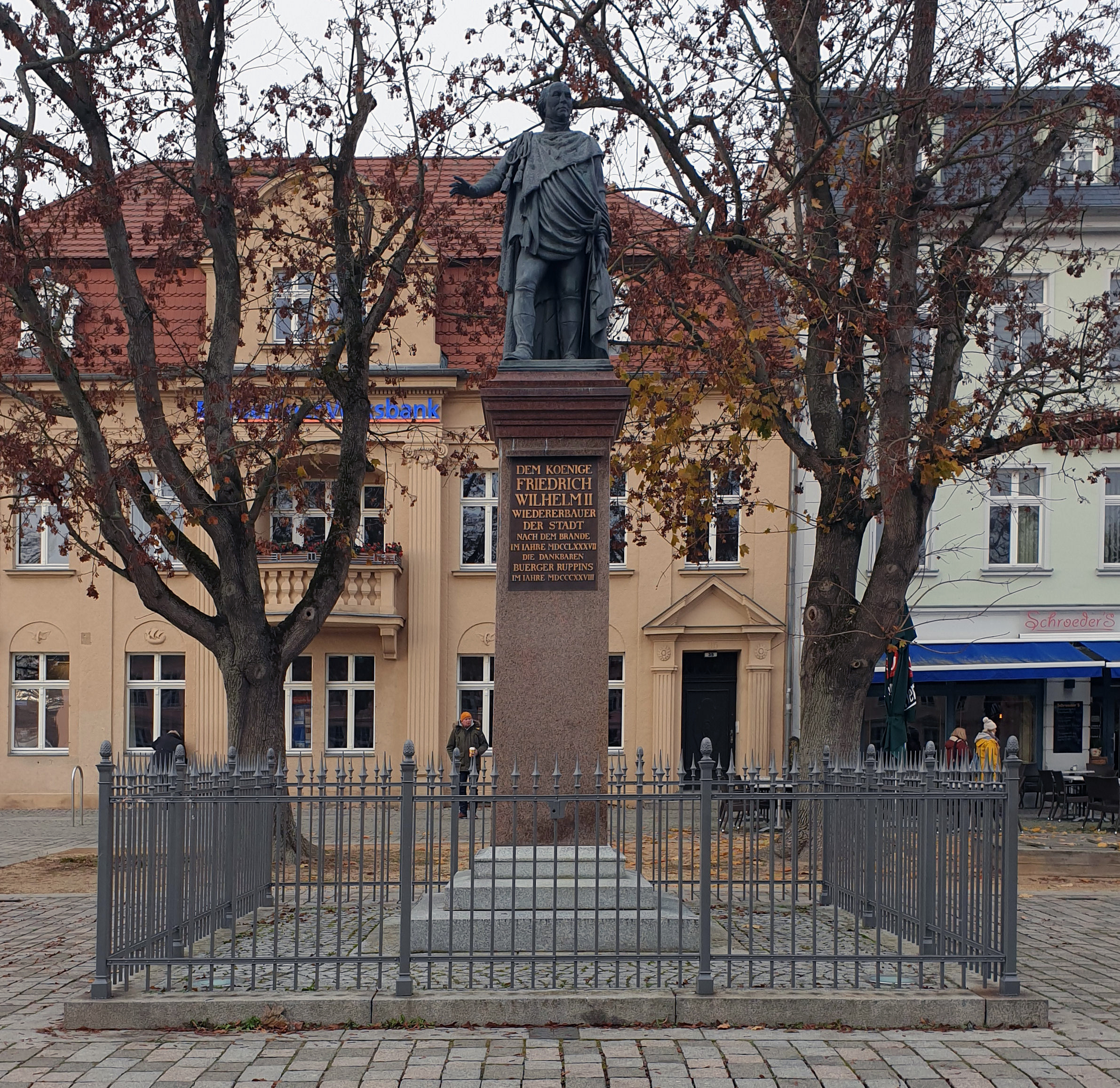
Frontalansicht (2022)
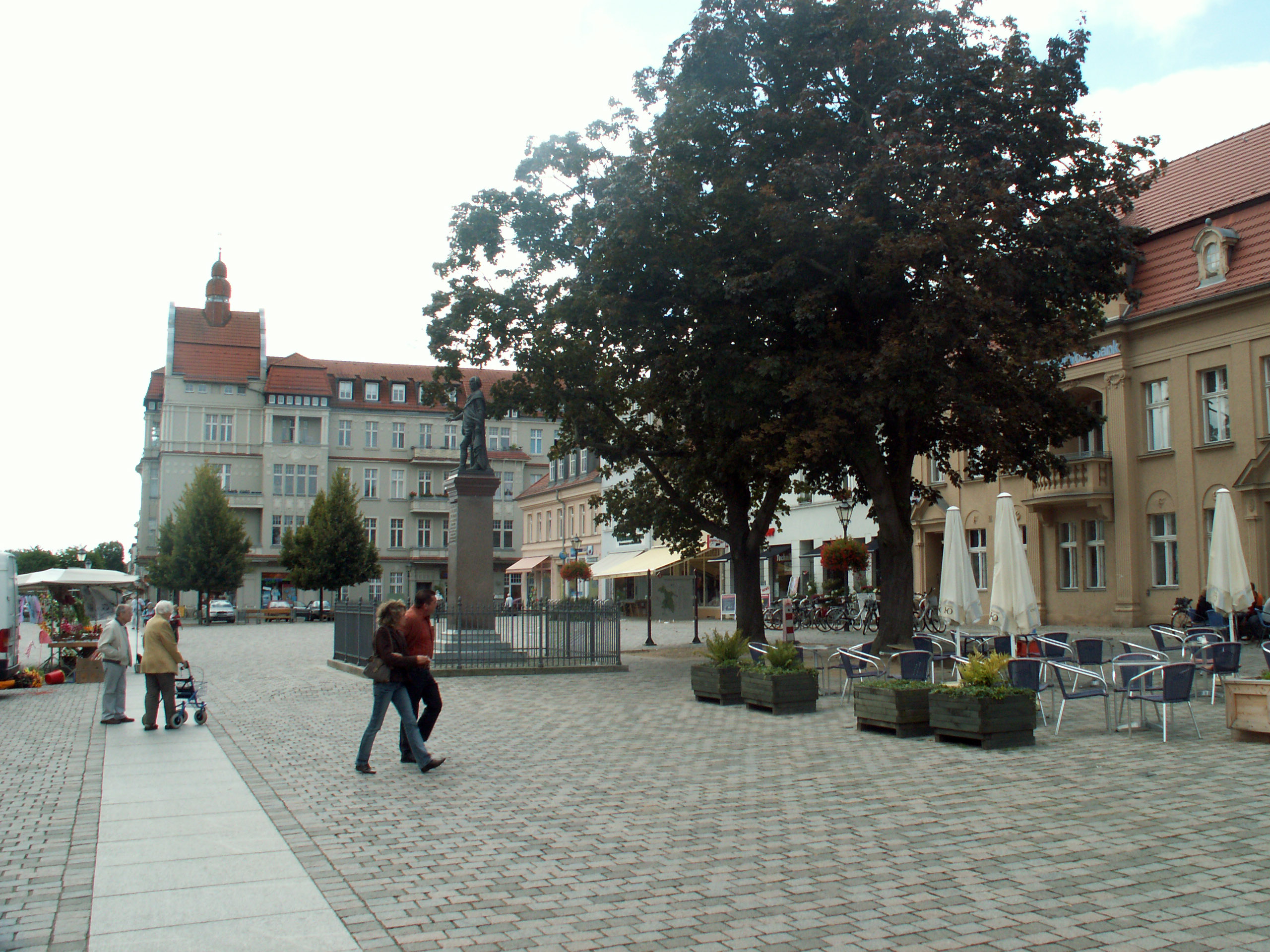
Nordwestlicher Schulplatz mit Denkmal vor zwei Linden (2007)
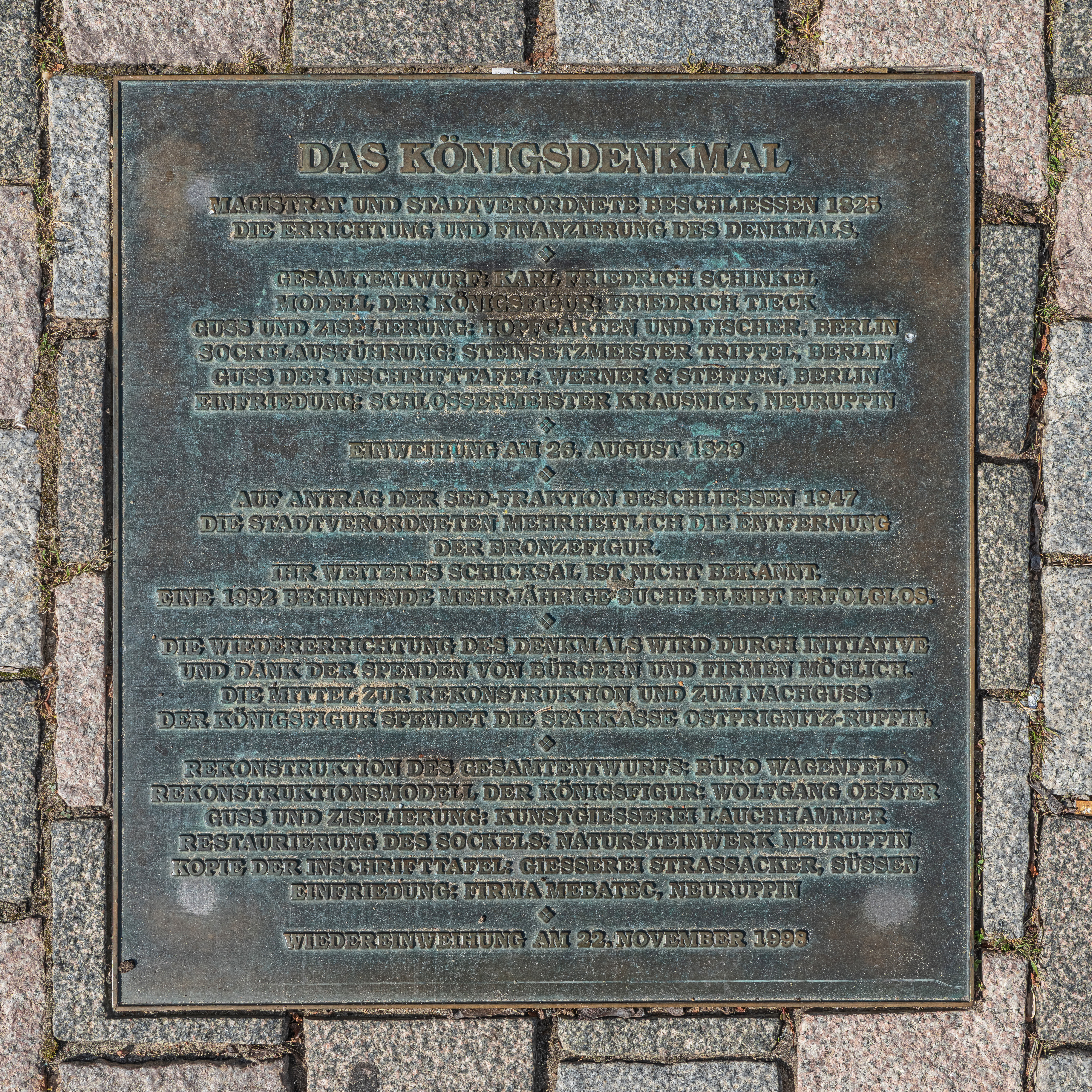
Bodenplatte vor dem Denkmal (2023); erinnert an Wiedererrichtung